# Giuditta Saltarini
Giuditta Saltarini (Roma, 24 febbraio 1941 – Roma, 16 dicembre 2024) è stata un'attrice, personaggio televisivo e showgirl italiana.

## Biografia
È stata interprete televisiva e teatrale. Ha recitato nel cinema, nel teatro di rivista e in quello di prosa nonché in televisione. Ha inoltre posato nuda per l'edizione italiana di Playboy dell'aprile 1979. 
Morì a Roma, dopo una lunga malattia, il 16 dicembre 2024 a 83 anni. Dopo due giorni fu celebrato il funerale nella basilica di Santa Maria in Montesanto, nota come la Chiesa degli artisti, in piazza del Popolo a Roma.

## Vita privata
Compagna per anni dell'attore Renato Rascel (da cui nel 1973 ha avuto il figlio Cesare e con cui si sposò nel 1980), da lei conosciuto sul set dello sceneggiato televisivo della Rai I racconti di padre Brown.

## Filmografia
- Su di giri, regia di Lino Procacci (1971)
- I racconti di padre Brown – miniserie TV, puntata 1x04 (1971)
- Nemici per la pelle – serie TV (1980-1981)
- Camilla – serie TV (1992)
- Solo per dirti addio – serie TV (1992)
- La lampada di Wood (1994)
- Casa Vianello – serie TV, 1 episodio (1998)
- Vivere – soap opera TV (1999)
- Al cuore si comanda, regia di Giovanni Morricone (2003)
- Il maresciallo Rocca – serie TV (2003)
- Don Matteo – serie TV, episodio 4x23 (2004)
- Ovunque sei, regia di Michele Placido (2004)
- Una grande famiglia – serie TV (2012-2015)
- Solo per amore – serie TV (2015)

## Teatro
- Sei personaggi in cerca d'autore di Luigi Pirandello
- Le Fenici di Euripide
- La dame de Chez Maxim's di Georges Feydeau
- Le mosche di Jean-Paul Sartre
- Come le foglie di Giuseppe Giacosa
- Ti ho sposato per allegria di Natalia Ginzburg
- I giusti di Albert Camus
- Alleluja brava gente di Garinei e Giovannini
- In bocca all'Ufo, con Renato Rascel (1979)
- Questa sera si recita a soggetto di Luigi Pirandello, in onda su Rai
- Per... il solito vizietto di Maria Teresa Augugliaro, con Barbara Chiappini, Fabio Testi, Barbara Pedrotti e Gianni Nazzaro (2006)